# Ragnachar
Ragnachar, död: ca 507-511, var en frankisk kung med sitt huvudsäte i Cambrai.
Släkt med Klodvig; bror till Ricchar och Rignomer.
Ragnachar bistod Klodvig då denne besegrade Syagrius 486 och intog de norra delarna av Gallien men dödades senare av Klodvig då han i en serie fälttåg eliminerade möjliga konkurrenter om den frankiska tronen.
Mycket av det som är känt om Ragnachar härstammar från Gregorius av Tours krönika om frankerna och utgår förmodligen från samtida legender.
Ragnachar beskrivs som en kung med sådan aptit på makt att han gladeligen offrade sina egna släktingar i maktkampen. Han höll sig med rådgivaren Farro och närhelst mat eller en gåva framfördes till kungen lär han ha yttrat: "Det duger åt mig och min Farro". När Klodvig ledde sina styrkor mot honom och Ragnachar frågade sina spejare hur stark Klodvigs armé var lär de ha svarat: "De duger åt er och er Farro". Klodvig ska själv ha avrättat Ragnachar och dennes bror Ricchar.